# A.M. Luther
A.M. Luther var en fanér-, plywood- och möbelfabrik i Tallinn i Estland, som grundades 1880 av  Christian Wilhelm och Carl Wilhelm Luther.
A.M. Luthers fabrik har sina rötter i ett handelsföretag som grundades i Tallinn 1742 och som hade drivits av medlemmar i familjen sedan dess. Bolaget handlade i lin och koksalt och senare i trävaror och byggnadsmaterial. 
Köpmannen Alexander Martin Luther startade 1870 tillsammans med en kompanjon ett byggnadsmaterialföretag i Tallinn, som bland annat importerade takspån av björk. Detta investerade i ett eget sågverk i Tallinn, som invigdes 1877, året efter Alexander Martin Luthers död. Hans söner Christian Wilhelm och Carl Wilhelm Luther hade utbildat sig i tekniska ämnen och skaffat sig kunskap om förhållandena inom modern mekanisering av träbearbetningsindustri i utlandet. Sönerna startade 1880 möbel- och plywoodtillverkning i Tallinn i ett företag som namngavs efter deras far. 
Företaget expanderade kraftigt under decennierna före första världskriget. De första massproducerade produkten var stolsitsar av plywood och ledde 1897 till grundandet av Venesta Company i London i Storbritannien med försäljning i hela Brittiska imperiet. A.M. Luther drevs som familjeföretag fram till Sovjetunionens ockupation 1940, då företaget nationaliserades. 
Delar av den tidigare fabriksanläggningen vid Pärnuvägen har byggts om till ett bostadsområde på 2000-talet. 

## Bildgalleri

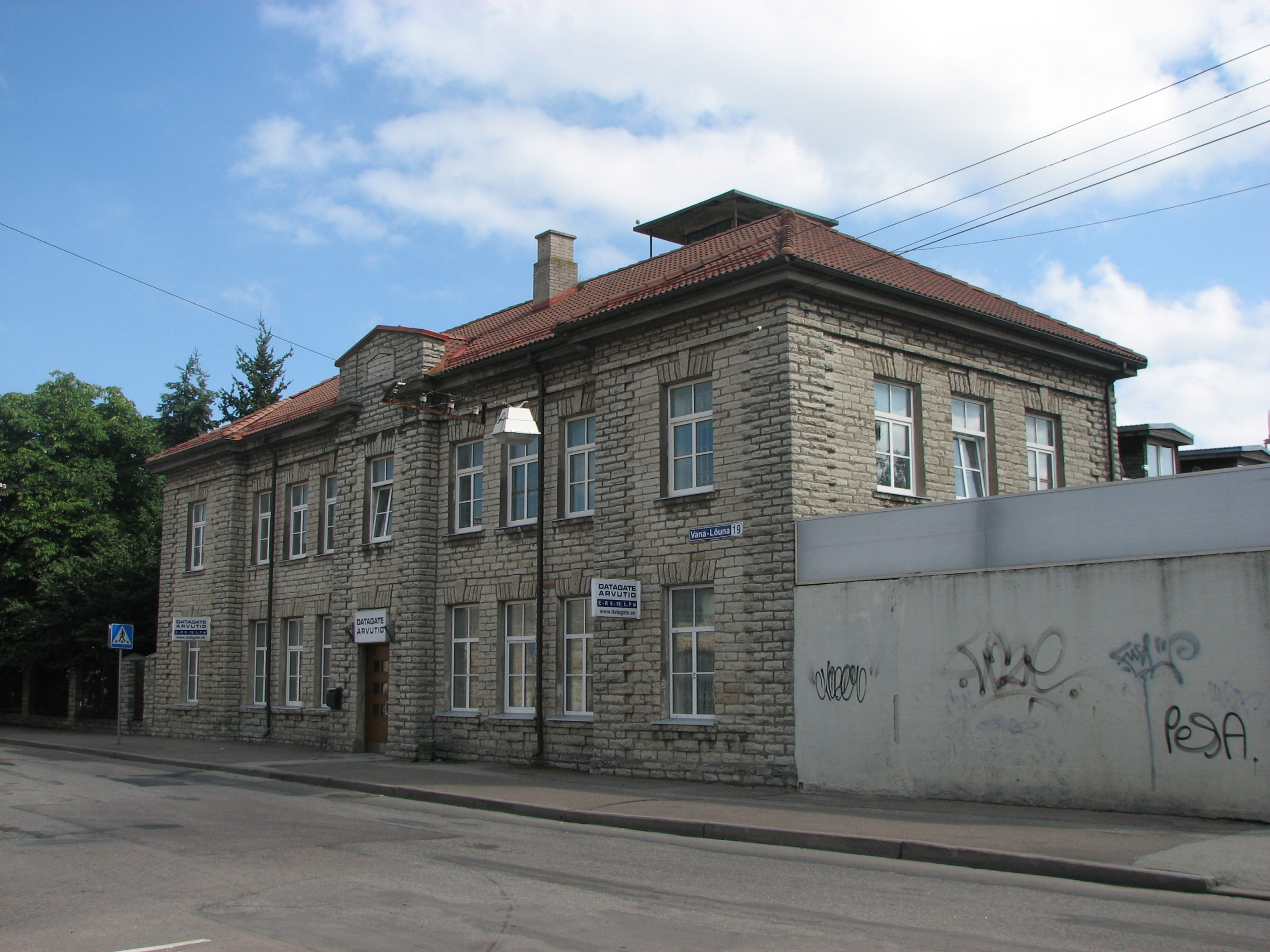
A.M. Luthers kontorshus på Vana-Lõuna 39, byggt 1912
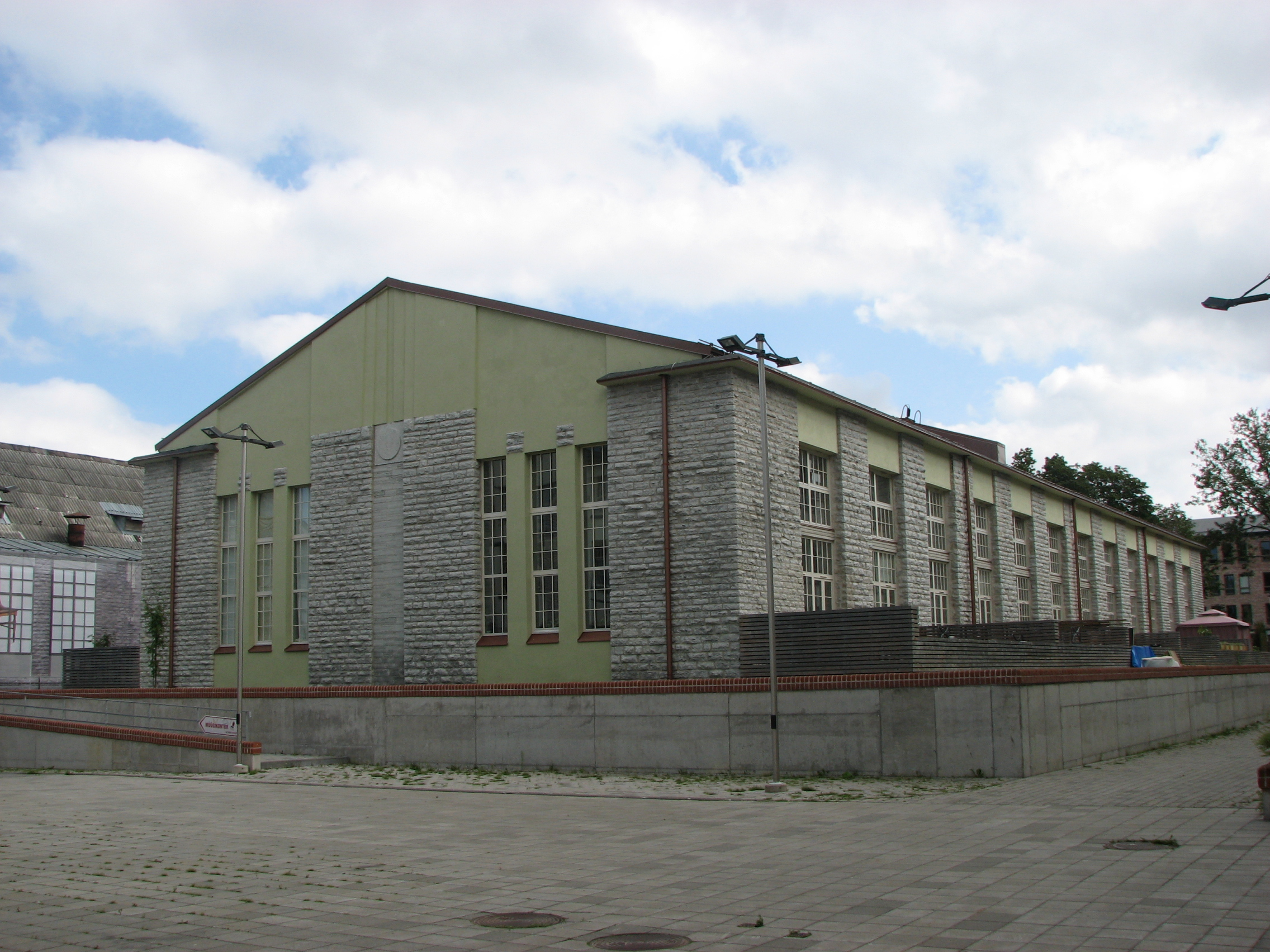
Luthers fanér- och möbelfabrik, Vana-Lõuna 39 i Tallinn, byggd 1912
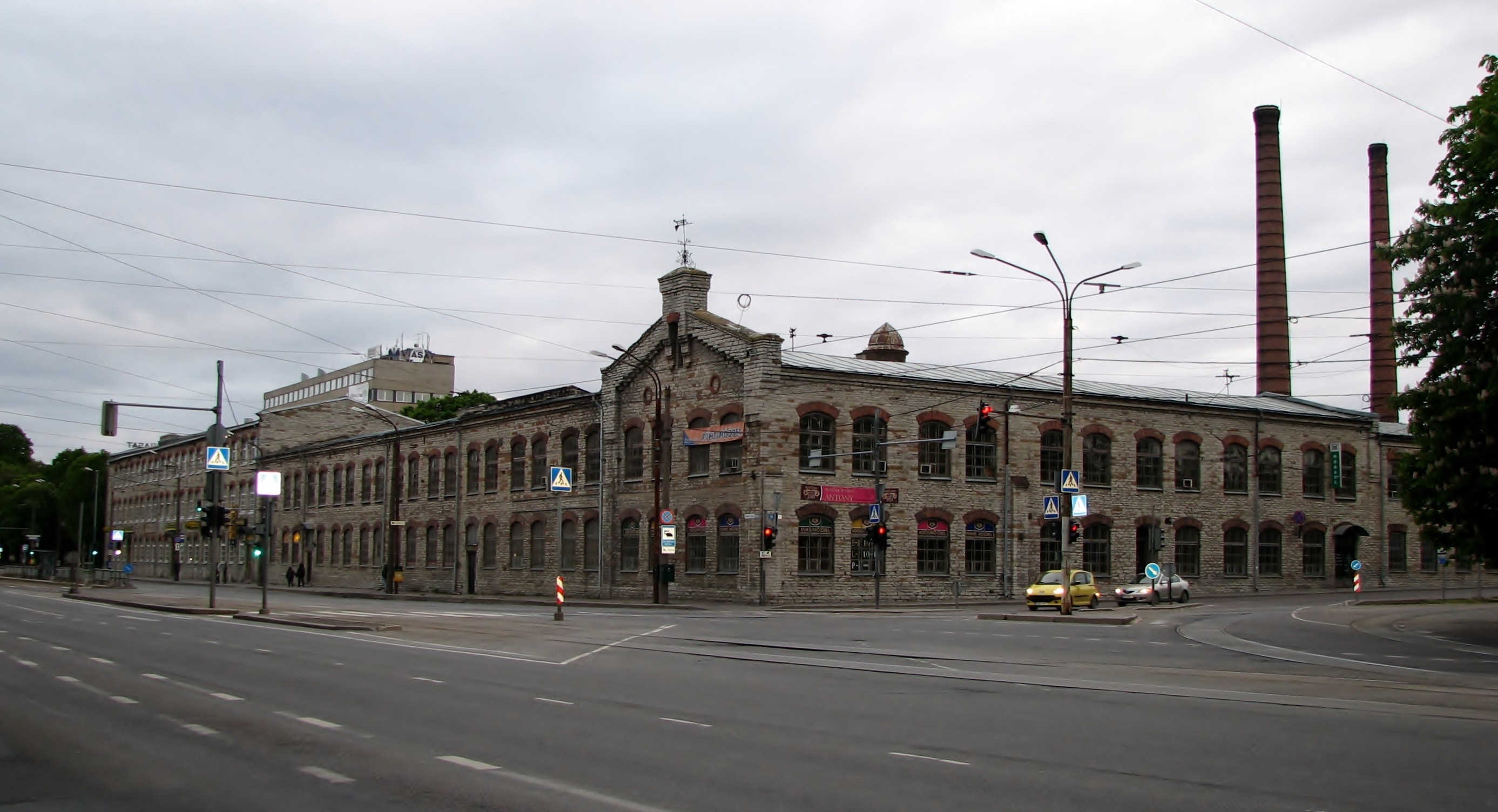
Luthers fanér- och möbelfabrik, Pärnuvägen i Tallinn
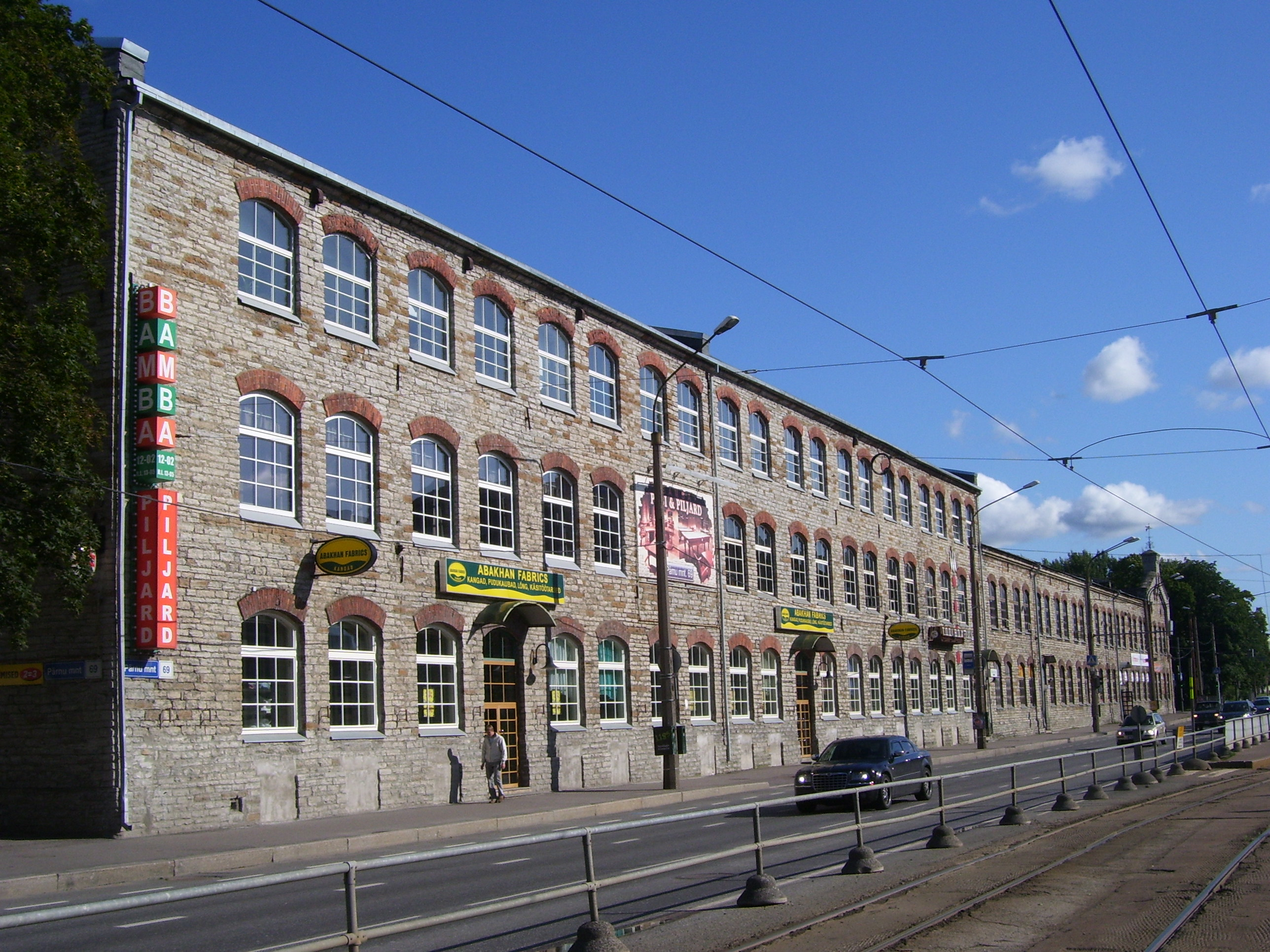
Luthers fabrik vid Pärnuvägen i Tallinn